# Anton Vilsmeier
Anton Vilsmeier (* 12. Juni 1894 in Burgweinting, heute zu Regensburg; † 12. Februar 1962 in Ludwigshafen am Rhein) war ein deutscher Chemiker. Die von ihm entdeckte Vilsmeier-Reaktion zur Formylierung von Aromaten trägt seinen Namen.

## Biografie
Vilsmeier wuchs als Sohn (und zweites von zwölf Kindern) eines Mühlenbesitzers und Landwirts auf. Nach dem Schulbesuch in Burgweinting in Regensburg (Gymnasium ab 1905) besuchte er das Studienseminar in St. Emmeran. 1912 brach er dies ab (und brach gleichzeitig mit der katholischen Kirche) und begann eine Lehre bei der Bayerischen Vereinsbank in Passau. Nebenbei lernte er autodidaktisch für die Reifeprüfung, die er 1914 an seinem alten Gymnasium in Regensburg ablegte. Er wurde mit Beginn des Ersten Weltkriegs Soldat beim 11. Bayerischen Infanterieregiment, war ab Januar 1915 an der Front und geriet im September 1916 an der Somme in englische Kriegsgefangenschaft, aus der er im November 1919 entlassen wurde. Nach seiner Freilassung begann er 1920 ein Chemiestudium an der Universität München, das er ab dem Wintersemester 1922/23 in Erlangen fortsetzte. Dort legte er das Verbandsexamen ab (mangels damals noch nicht bestehender Diplomprüfungen eine freiwillige Prüfung, die dazu berechtigte mit der Dissertation anzufangen) wurde er bei Otto Fischer 1924 mit einer Arbeit über „Gamma-Chlor-Iso-Chinocyanine aus Methyl-(Aethyl-)Acetanilid und Phosporoxychlorid“ promoviert. Vilsmeier untersuchte darin einen von Charles Friedel 1894 entdeckten roten Farbstoff und identifizierte ihn als Chinolin-Derivat.  Er blieb zunächst als Assistent von Fischers Nachfolger Rudolf Pummerer an der Universität. Er veröffentlichte aber weder mit Pummerer noch mit Otto Fischer (außer die Ergebnisse seiner Dissertation). Dabei ließ er auch von Albrecht Haack (1898–1976) die Reaktion seiner Dissertation (1926) näher untersuchen, was zu der heute nach ihm und Haack benannten Reaktion von Aromaten mit substituierten Formamiden und Phosphoroxychlorid führte. Vilsmeier legte aber in einer Bemerkung zur Dissertation von Haack Wert darauf, dass die Reaktion zur Erzeugung von Aldehyden ihm schon vorher bekannt war und auch zum Patent angemeldet war 1951 veröffentlichte er noch einmal über seine Reaktion.
What’s in a name? Der Mann hinter der Reaktion: Anton Vilsmeier, 1894–1962. In: Anton-Vilsmeier-Vorlesung an der Universität Regensburg: Lebenslinien eines Chemikers (Regensburg: Universität, 2012), S. 3–23
Ab 1927 war er bei der BASF AG (damals IG Farben) im Hauptlabor der Betriebsgemeinschaft Oberrhein in Ludwigshafen und danach im wissenschaftlichen Labor der Alizarin-Abteilung beschäftigt. Er entwickelte besonders Küpenfarbstoffe der Indanthren-Reihe, ein Schwerpunkt der Forschung bei BASF. Vilsmeier entwickelte zum Beispiel Indanthrenrot FBB. Neben Küpenfarbstoffen arbeitete er auch an Metallkomplexfarbstoffen. Er blieb die ganze Zeit bei BASF in der Forschung und Entwicklung, trat 1959 in den Ruhestand und verstarb drei Jahre später.
Im Zweiten Weltkrieg wurde er 1941 als Soldat eingezogen, da die Alizarin-Farbstoffabteilung nicht kriegswichtig genug war, im November 1944 aber abgestellt zum Abbau von Chemiewerken (Werke Dyhernfurth bei Breslau und Gendorf bei Altötting). Nach kurzer amerikanischer Gefangenschaft war er wieder ab August 1945 in Ludwigshafen im Alizarin-Labor zunächst der IG Farben und nach deren Entflechtung ab 1952 bei BASF. Auch nach dem Krieg war er wieder an Patenten beteiligt (insgesamt 16).

## Ehrung
Im Jahr 2012 wurde an der Fakultät für Chemie und Pharmazie der Universität Regensburg die jährlich stattfindende „Anton Vilsmeier Vorlesung“ ins Leben gerufen.